# Тања Пјевац
Тања Пјевац (Нови Сад, 2. септембар 1980) српска је позоришна, телевизијска и филмска глумица. Стална је чланица драме Српског народног позоришта од 2018. године.

## Улоге

### Позоришне представе
| Наслов                   | Улога              | Редитељ             | Позориште                                 | Премијера           |
| ------------------------ | ------------------ | ------------------- | ----------------------------------------- | ------------------- |
| Трајковићи               | Адвокатица         | Миленко Заблаћански | Позориште на Теразијама                   | 1996.               |
| Мера за меру             | Ђулијета           | Дејан Мијач         | Српско народно позориште                  | 22. децембар 1998.  |
| Кокошка                  | Нина „Кокошка”     | Јагош Марковић      | Југословенско драмско позориште           | 6. август 1999.     |
| Рањени орао              | Анђелка            | Иван Церовић        | Српско народно позориште                  | 2001.               |
| Казанова                 | Карлота            | Ђурђа Тешић         | Српско народно позориште                  | 12. фебруар 2002.   |
| Раванград                | Булка Јосимова     | Дејан Мијач         | Српско народно позориште                  | 17. децембар 2002.  |
| Млетачки трговац         | Џесика             | Егон Савин          | Југословенско драмско позориште           | 3. фебруар 2004.    |
| Смртоносна мотористика   | Марица, травица    | Егон Савин          | Атеље 212                                 | 15. фебруар 2005.   |
| Електра                  | Клитемнестра       | Михаило Јанкетић    | Српско народно позориште                  | 4. април 2005.      |
| Стендалов синдром        | Лана               | Стефан Саблић       | Српско народно позориште                  | 17. новембар 2005.  |
| Дон Жуан                 | Матурина           | Ана Ђорђевић        | Битеф театар                              | 17. новембар 2005.  |
| Брод за лутке            | Палчица            | Слободан Унковски   | Југословенско драмско позориште           | 5. јун 2006.        |
| Плава Јеврејка           | Мајка              | Стефан Саблић       | Звездара театар                           | 2007.               |
| На дну                   | Квашња             | Паоло Мађели        | Југословенско драмско позориште           | 3. март 2007.       |
| Тврђава Европа           |                    | Предраг Штрбац      | Белеф                                     | 20. јул 2008.       |
| Кандид или оптимизам     | Кунигунда, Маркиза | Александар Поповски | Југословенско драмско позориште           | 14. новембар 2008.  |
| Мирис кише на Балкану    | Бука               | Ана Радивојевић     | Опера и театар Мадленијанум               | 12. април 2009.     |
| Ћелава певачица          | Као госпођа Мартин | Јелена Балашевић    | Српско народно позориште                  | 10. децембар 2009.  |
| Ујеж                     | Јанковићка         | Радослав Миленковић | Српско народно позориште                  | 10. децембар 2010.  |
| Добри ујкица             | Кло                | Стефан Саблић       | Установа културе „Вук Стефановић Караџић“ | 13. април 2011.     |
| Вече са Тинијем          |                    | Богдан Јанковић     | Плус театар Нови Сад                      | 20. новембар 2012.  |
| Бог масакра              |                    | Петар Јовановић     | Плус театар Нови Сад                      | 15. новембар 2014.  |
| Лоша копија живота       |                    | Бошко Ђорђевић      | Културни центар Новог Сада                | 20. фебруар 2015.   |
| Сибила или Берт          |                    | Миљана Ћосић        | Народно позориште Кикинда                 | 18. март 2016.      |
| Три лица самоће          | Маришка            | Филип Марковиновић  | Српско народно позориште                  | 6. март 2017.       |
| Војвођанска рапсодија    |                    | Владимир Лазић      | Српско народно позориште                  | 2. децембар 2017.   |
| Лажа и паралажа          | Јелица             | Слободан Бранковић  | Српско народно позориште                  | 19. јануар 2018.    |
| Антигона 1918.           | Исмена             | Милан Нешковић      | Српско народно позориште                  | 24. јануар 2019.    |
| Смедерево 1941.          |                    | Ана Ђорђевић        | Српско народно позориште                  | 27. септембар 2019. |
| Голманов страх од пенала |                    | Ана Ђорђевић        | Српско народно позориште                  | 4. септембар 2021.  |

### Филмографија
|                   | 2000▼ | 2010▼ | 2020▼ | Укупно |
| ----------------- | ----- | ----- | ----- | ------ |
| Дугометражни филм | 3     | 1     | 1     | 5      |
| ТВ филм           | 1     | 0     | 0     | 1      |
| ТВ серија         | 7     | 9     | 6     | 22     |
| Кратки филм       | 0     | 1     | 1     | 2      |
| Укупно            | 11    | 11    | 8     | 30     |

| Год.       | Назив                               | Улога                      |
| ---------- | ----------------------------------- | -------------------------- |
| 2000-е▲    |                                     |                            |
| 2005.      | Љубав, навика, паника (серија)      | Оља                        |
| 2006.      | Стижу долари (серија)               | Марија Роза Бабић          |
| 2006—2007. | Агенција за СИС (серија)            | Лепосава                   |
| 2008.      | Вратиће се роде (серија)            | Стоја                      |
| 2008.      | Ближњи (ТВ филм)                    | Јаковљева жена             |
| 2008.      | Кафаница близу СИС-а (серија)       | Лепосава                   |
| 2008.      | Читуља за Ескобара                  | Лелина мајка               |
| 2008.      | Није крај                           | Курва                      |
| 2009.      | Чекај ме, ја сигурно нећу доћи      | Славица                    |
| 2009.      | Заувијек млад (серија)              | Каракашевићева дама        |
| 2010.      | Шесто чуло (серија)                 | Медицинска сестра          |
| 2010-е▲    |                                     |                            |
| 2012.      | Војна академија (серија)            | Потпоручник Деса Илић      |
| 2012—      | Државни посао (серија)              | Јагода                     |
| 2014.      | Фолк (серија)                       | Зорица                     |
| 2016.      | Помери се с места (серија)          |                            |
| 2016—      | Први сервис (серија)                | Каћа                       |
| 2017.      | Уприродисе (серија)                 | Ватра (глас)               |
| 2017.      | Сумњива лица (серија)               | Весна                      |
| 2018.      | Терет                               |                            |
| 2019.      | Јесењи валцер (кратки филм)         | Жена                       |
| 2019.      | Нек иде живот (серија)              | Неда                       |
| 2019.      | Слатке муке (серија)                | Медицинска сестра          |
| 2020-е▲    |                                     |                            |
| 2020.      | Мама и тата се играју рата (серија) | Маја, медицинска сестра    |
| 2020.      | Неки бољи људи (серија)             | Светлана                   |
| 2021—      | Камионџије д. о. о. (серија)        | Зока, келнерица            |
| 2021—2022. | Радио Милева (серија)               | Лаура                      |
| 2021.      | Глина за голубове (кратки филм)     |                            |
| 2021.      | Тома                                | Медицинска сестра 1        |
| 2021—2022. | Бранилац (серија)                   | Олга Минић / Јованка Јовић |
| 2022.      | Убице мог оца (серија)              | Вања                       |
| 2023.      | Пенал и сексуални живот Ане Ђ.      | Тања                       |

## Награде и признања
- Годишња похвала СНП-а 2018. за улогу Врачаре у представи Војвођанска рапсодија и улогу Јелице у представи Лажа и паралажа[1]
- Награда Зоранов брк на 29. „Данима Зорана Радмиловића“ 2020. године, за улогу у представи Смедерево 1941.[75][76]